# ヤズデギルド1世
ヤズデギルド1世（Yazdegerd I, パフラヴィー語: 𐭩𐭦𐭣𐭪𐭥𐭲𐭩 Yazdekert）はサーサーン朝の君主である（シャーハーン・シャー、在位：399年 - 420年）。シャープール3世の息子であり、兄弟のバハラーム4世が暗殺された後に後継者となった。
ヤズデギルド1世は、三人の先任者たちが暗殺か廃位されていた混乱した帝国を引き継いだ。しかしこれらの先任者たちより有能であったため、サーサーン朝の歴史においては再生の時代とみなされている。東ローマ帝国に対しては一貫して平和的な政策を維持し、東ローマ皇帝のアルカディウスからは息子のテオドシウス2世の後見を委ねられていた。また、410年に東方教会を公認し、キリスト教徒やユダヤ教徒と友好的な関係を築いたことで知られている。このような宗教的に寛容な政策によって、キリスト教徒やユダヤ教徒からは「新たなキュロス大王」と呼ばれた。
しかしながら、ヤズデギルド1世の平和的な政策は国内の貴族やゾロアスター教の聖職者たちからは嫌われ、ペルシアやアラブの史料においては「罪人」のあだ名で呼ばれている。そしてこれらの勢力の影響力を抑え込もうとしたために貴族と聖職者との関係が悪化し、最終的に北東部の辺境地域で貴族の手によって暗殺された。その後、貴族たちはヤズデギルド1世の息子たちによる王位継承を阻止しようと試み、アルメニアから首都のクテシフォンに急遽帰還した長男のシャープール4世を即位後すぐに殺害してバハラーム4世の息子のホスローを擁立した。しかし、ヤズデギルド1世のもう一人の息子であるバハラームがアラブ人の軍隊を引き連れて貴族たちに自分を王として認めるように圧力をかけ、ホスローを廃してバハラーム5世として即位した。

## 名前の語源
ヤズデギルド (Yazdegerd) の名は、古代イラン語の yazad yazata-（神）と -karta（創造した）の組み合わせであり、ペルシア語の Bagkart とギリシア語の Theoktistos と同様に「神が創造した」を意味している。ヤズデギルドの表記は他の言語では次のように知られている。パフラヴィー語 Yazdekert、新ペルシア語 Yazd(e)gerd、シリア語 Yazdegerd, Izdegerd, Yazdeger、アルメニア語 Yazdkert、タルムード Izdeger, Azger、アラビア語 Yazdeijerd、ギリシア語 Isdigerdes。

## 背景

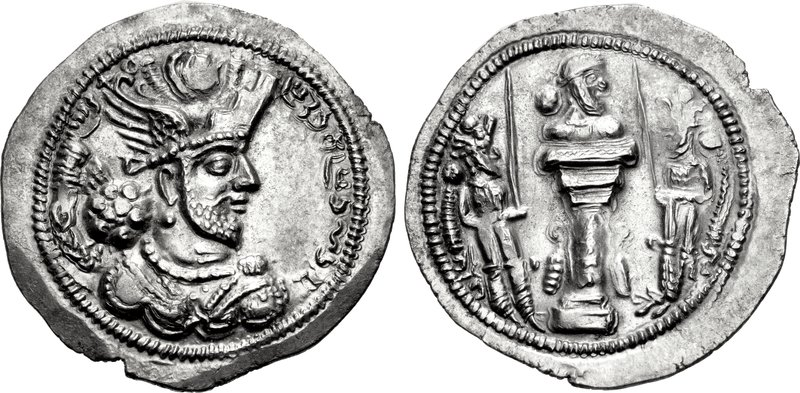
バハラーム4世のドラクマ銀貨

ヤズデギルド1世はシャープール3世（在位：383年 - 388年）の息子として生まれた。そして399年に兄弟のバハラーム4世（在位：388年 - 399年）が暗殺されると、ヤズデギルド1世が後継者となった。ヤズデギルド1世は、バハラーム4世、シャープール3世、そしてアルダシール2世（在位：379年 - 383年）の三人の先任者たちが全員貴族に殺害されるという混乱の時代を経ていた帝国を引き継いだ。高位の貴族の大部分はイラン高原を中心とした強力なパルティア貴族の家系（ウズルガーンとして知られる）に属していた。これらの貴族はサーサーン朝の封建的軍隊の根幹を担っていたが、ほとんど自律的な存在であった。
サーサーン朝の王はウズルガーンをほとんど制御することができず、その力を制限しようとする試みは、三人の前任者たちの運命が示しているように大抵において大きな犠牲を伴った。これらのパルティアの流れを汲む貴族たちは、個人的な利益と忠義、そして（恐らくは）ペルシアの大君主と共有していたアーリア人（イラン人）としての同族意識のためにサーサーン朝の王に仕えた。ヤズデギルド1世の治世の後半には有力なパルティア系の貴族であるスーレーン家が強い影響力を持つ王の協力者となり、帝国の国政において重要な役割を担った。スーレーン家の権勢はヤズデギルド1世の孫であるヤズデギルド2世（在位：438年 - 457年）の治世の終わりまで繁栄した。

## 東ローマ帝国との関係

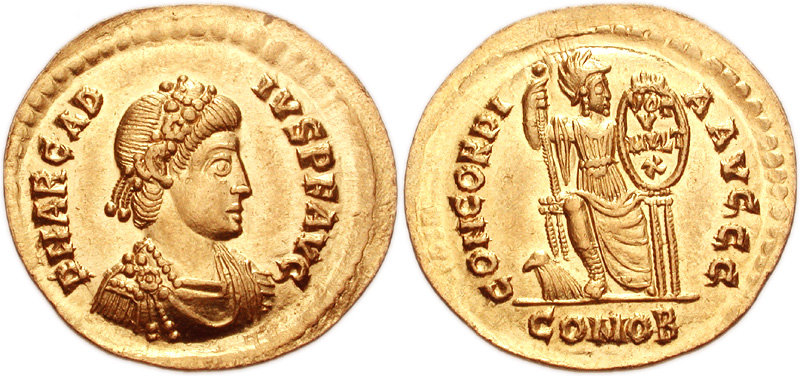
アルカディウスのソリドゥス金貨

ヤズデギルド1世の治世中、西方に位置する東西のローマ帝国は混乱の中にあった。東ゴート族がバルカン半島を襲撃し、フランク族が反乱を起こしていた。そして帝国内は内戦に見舞われ、東方の属州では暴動が起きていた。ヤズデギルド1世はこのような状況下で弱体化していた隣国の東ローマ帝国に付け入ることはせず、フン族に対するペルシア人の勝利後に救助されたキリスト教徒の捕虜をローマの領内へ帰した。東ローマ皇帝アルカディウス（在位：383年 - 408年）は、ヤズデギルド1世がこのような寛大な処置を見せたことで、幼い息子のテオドシウス（後のテオドシウス2世、在位：408年 - 450年）の継承を確保するためにヤズデギルド1世に後見を求めた。
この説明は6世紀の東ローマ帝国の歴史家であるプロコピオス（562年以降没）が言及しているのみであり、プロコピオスとは同時代の歴史家のアガティアス（582年頃没）は疑問を呈し、プロコピオスは「ローマ人の平民や貴族が同じように口々に」していたと報告しているが、当時の史料にそのような記録は存在しなかったと記している。一方でプロコピオスによれば、ヤズデギルド1世は東ローマ帝国の元老院に書簡を送り、テオドシウスの保護者として行動することを受け入れ、テオドシウスを危険にさらそうとする者には誰に対しても戦争を起こすと脅した。そして「アルカディウスの要請に忠実に応えたヤズデギルドはローマ人に対する徹底した平和的な政策を途切れることなく継続して採用し、テオドシウスのために帝国を守った」と記している。ヤズデギルド1世はテオドシウスの教育のために、「最も優れ、高度な教育を受けた助言者であり指導者」であるアンティオコスを派遣した。

## キリスト教徒との関係

### 背景

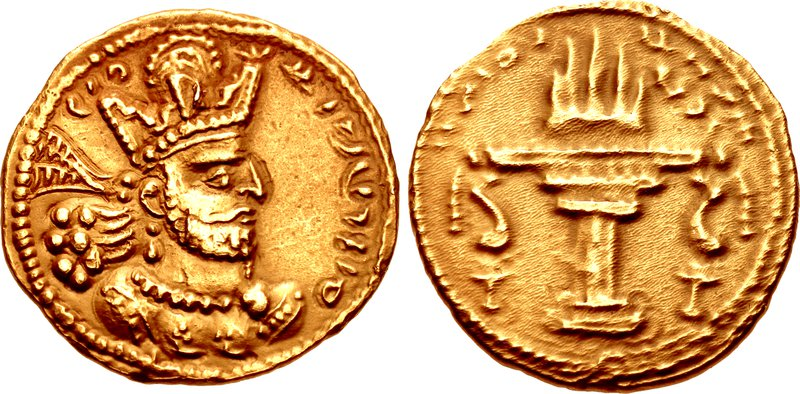
シャープール2世の金貨（320年頃）

ヤズデギルド1世は、他の全てのサーサーン朝の支配者たちと同様にゾロアスター教を信奉していた。先任者の一人で強力なサーサーン朝の王であったシャープール2世（在位：309年 - 379年）は、かつて340年から379年にかけての「大迫害」の中でペルシアのキリスト教徒を残忍に迫害したと考えられていた。その後、ヤズデギルド1世、バハラーム5世（在位：420年 - 438年）、ペーローズ1世（在位：459年 - 484年）、ホスロー1世（在位：531年 - 579年）、そしてホスロー2世（在位：591年 - 628年）も東方教会を迫害したといわれているものの、教会組織は急速な拡大をみせた。聖人伝の情報によれば、このような迫害は「ゾロアスター教の宗教上の権力者たちがキリスト教徒に対して強い敵意を抱いていた」ことが原因であった。
しかしながら、キリスト教徒に対する迫害は、実際には宮廷から要求された義務を満足させることができなかった宗教指導者に限られていた。シャープール2世は反抗的であることを理由に聖職者の主だった指導者たちを処罰したが、シャープール2世やその宮廷はキリスト教徒全体を迫害していたわけではなく、「大迫害」は事実に基づいたものではなかった。現代の歴史家であるエバーハルト・ザウアーによれば、サーサーン朝の王たちは、そうすることで緊急的な政治的利益を得る必要があった場合にのみ他の宗教を迫害した。シャープール2世がキリスト教徒を殺害した理由は、指導的立場にあった聖職者たちが帝国の運営に対する十分な関与を拒否したためである。このようなキリスト教徒の政治的関与は、聖職者の指導者層が宮廷と協力することに同意したヤズデギルド1世の時代にようやく確立された。

### ペルシアにおける教会組織の確立

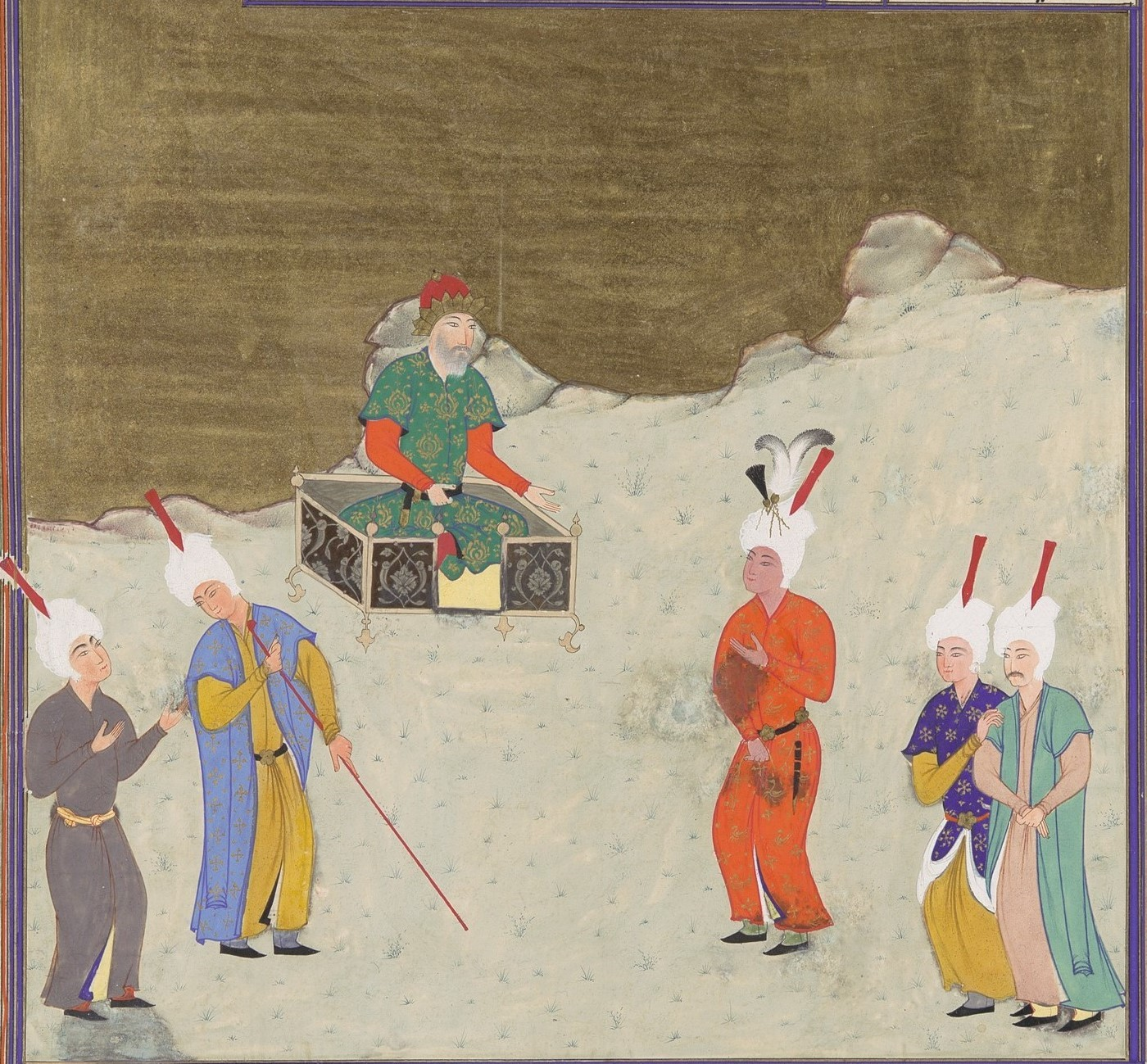
ヤズデギルド1世とその息子である将来のバハラーム5世を描いた16世紀のシャーナーメ（王の書）の挿絵

ヤズデギルド1世の治世は、ペルシアのキリスト教徒にとっては転機となる時代であった。東ローマ帝国の主教であるマルタの助言を得て、ヤズデギルド1世は410年に東方教会を公認した。これをきっかけとしてペルシア教会が確立され、424年にはローマ帝国内の教会からの独立を宣言した。このヤズデギルド1世の布告は、ローマ皇帝コンスタンティヌス1世（在位：306年 - 337年）によって313年に公布されたミラノ勅令のサーサーン朝版と呼ばれている。程なくしてペルシアの官僚組織による監督下で教会や殉教者の聖廟、さらには修道院が設立された。これらの施設はサーサーン朝の首都クテシフォンの宮廷の近くに存在し、ヤズデギルド1世（東方のシリア人もしくはローマ人の外交官を主な後援者として教会に資金を提供していた）の承認を得ていた。また、ゾロアスター教徒が土地を汚すと考えていたキリスト教徒による死者の埋葬を許可したのもヤズデギルド1世の寛容さを示す行為の一つであった。
官僚の中にもキリスト教徒のエリート層が増加し、その傾向は651年の帝国の崩壊まで続いた。シメオン・バル・サバエを始めとする聖職者たちはシャープール2世による帝国の官僚機構への参加要請に対して強く抵抗していたが、5世紀の間に主教たちは（ゾロアスター教からは独立した）ペルシアにおける仲介者として活動するようになった。ヤズデギルド1世は指導的立場にある聖職者たちを活用し、クテシフォンのカトリコス総主教を自分とペルシア南部のファールスの総督を務めていた兄弟の間の仲裁者として派遣した。また、別の総主教はテオドシウス2世へのヤズデギルド1世の大使を務めた。ヤズデギルド1世はキリスト教についてあまり知識を持っていなかったと思われ、（シャープール2世のように）帝国の政治的、経済的能力を高めることにより目的と関心があったとみられている。キリスト教徒に対する寛容な扱いのために、ヤズデギルド1世はキリスト教徒の年代記において「高貴な魂」と表現され、第二のキュロス大王（ペルシアのアケメネス朝の創始者、在位：前550年 - 前530年）と呼ばれた。

### 迫害
キリスト教徒に対して寛容な態度を示していたヤズデギルド1世は、その治世の終わりにキリスト教徒の無謀な行動によってその政策に対する試練を受けることになった。フージスターンのホルモズド＝アルダシールの主教であるスーサのアブダスとその司祭、そして一般信徒の一団が419年か420年頃にゾロアスター教の火の神殿を跡形もなく破壊し、サーサーン朝の宮廷は行為の責任を追及するためにこれらの者を召喚した。ヤズデギルド1世はアブダスを問い質し、「其方はこの者たちの長であり指導者でありながら、なぜ我々の王国を蔑ろにし、我々の命令に背き、自らの意志に従って行動することを許すのか。なぜ其方は我々が敬うために遥かな祖先から受け継いできた礼拝所や火の神殿の基礎を破壊するのか。」と尋ねた。アブダスは答えることをためらったが、側近の司祭が答えた。「神殿や火は神の家でもなければ神の娘でもないので、神殿の基礎を破壊し、火を消しました」。このような火の神殿の破壊は、「キリスト教の勝利」を宣伝するための手段であったと伝えられている。
アブダスは火の神殿の再建を拒否し、アブダスとその側近は処刑された。また、別の場所では司祭が聖なる火を消してそこで礼拝を行っていた。ゾロアスター教の聖職者からの圧力に屈せざるを得なかったヤズデギルド1世は、キリスト教徒に対する政策を変更して迫害を命じた。そして恐らくは政策の変更との関連でスーレーン家のミフル・ナルセを大宰相（ウズルグ・フラマダール）に任命した。この短期間の迫害においてもキリスト教徒の文献ではヤズデギルド1世の評価が損なわれることはなく、中にはその行動を正当化するものもあった。

## ユダヤ教徒との関係

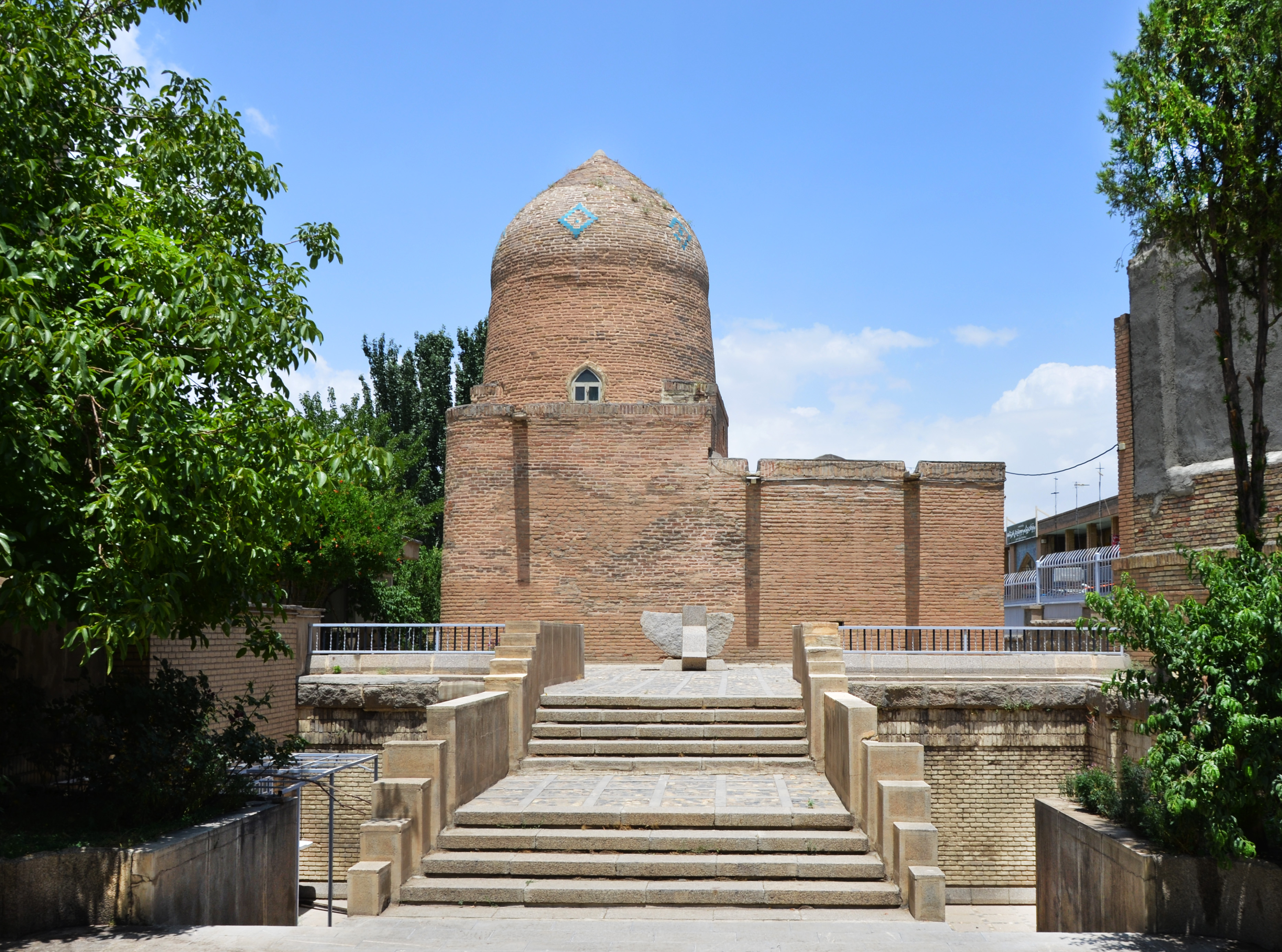
恐らくショーシャンドゥフト（ヤズデギルド1世のユダヤ人の妻）の墓であると考えられているエステルとモルデカイの墓

ペルシアのユダヤ人はヤズデギルド1世から非常に寛大かつ敬意を持って扱われたため、ユダヤ教の信徒集団の長は、ヤズデギルド1世をバビロンで捕囚民となっていたユダヤ人を解放したキュロス大王になぞらえ、キリスト教徒と同様に新たなキュロス大王と呼んだ。ヤズデギルド1世はラビたちに快く挨拶し、聖典を引用したと伝えられているが、この話はユダヤ人の偏った歴史認識の産物の可能性がある。また、ヤズデギルド1世には信徒集団の長の娘であるショーシャンドゥフトという名のユダヤ人の妻がいた。ショーシャンドゥフトの父親が誰であったかははっきりとしていないものの、マル・カハナ1世、マル・イェマル、マル・ズトラのいずれかであると考えられている。中世ペルシアの地理書である『シャフレスターニーハー・イー・エーラーンシャフル』（ペルシアの各州都）には、ヤズデギルド1世がショーシャンドゥフトの要望でエスファハーンにユダヤ人を移住させたと書かれており、さらに、ショーシャンドゥフトはヤズデギルド1世の息子であるバハラーム5世の母親であったと記されている。イラン学者のエルンスト・ヘルツフェルトは、ハマダーンに存在するエステルとモルデカイの墓はエステルとモルデカイではなくショーシャンドゥフトの墓であると述べている。

## 人物像と貴族、聖職者との関係
ローマ人の史料において、ヤズデギルド1世は聡明で慈悲深く、友好的な統治者であったと記されている。また、プロコピオスやキリスト教徒の記録では、治世の初期から「高潔な性格」を示し、「善良で寛大な王」であり、「貧しい者や不幸な者」の支援者であると言われていた。しかしながら、ペルシアやアラブの史料では「罪人」（bazehkar または bezehgar）や「除け者」（dabhr）と呼ばれ、貴族やゾロアスター教の聖職者を威嚇し、抑圧することで権力を悪用した君主であると説明されている。このようにヤズデギルド1世が敵視された原因は、ローマ人に対して平和的な態度を取り、国内の非ゾロアスター教徒（キリスト教徒やユダヤ教徒）に対して宗教的な寛容さを示したことにあった。
ゾロアスター教の聖職者たちのヤズデギルド1世に対する敵意は、宗教的少数派を友好的に管理する方針に反対した一部のゾロアスター教の神官を処刑したことに起因している。また、ヤズデギルド1世は先任者たちの運命をよく知っていたために貴族に信頼を置くことができず、貴族が王権に犠牲を強いて過剰な影響力を振るうことを阻止した。その結果としてヤズデギルド1世は貴族や聖職者との関係を悪化させた。しかしながら、ヤズデギルド1世は近い時期の先任者たちと比べれば有能であったため、その治世はサーサーン朝の歴史において再生の時代であったとみなされている。

## 硬貨と帝国のイデオロギー

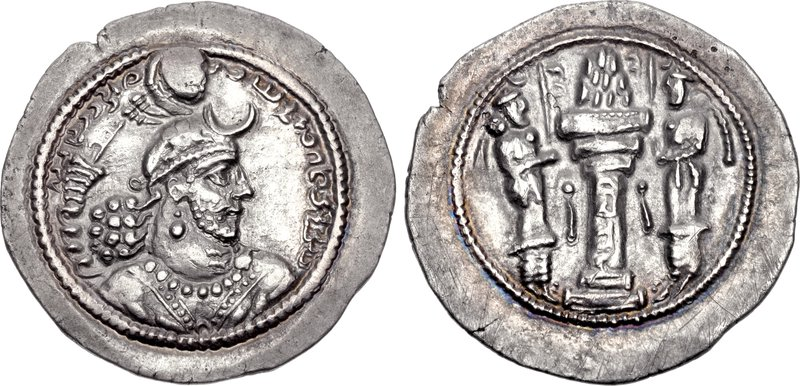
ヤズデギルド1世のドラクマ銀貨

ヤズデギルド1世は硬貨の中で、アルダシール2世の硬貨に用いられている円蓋状の冠に二つのメルロン（胸壁の凸部）と三日月を上部に配した王冠を被った姿で描かれている。また、ヤズデギルド1世の治世の特徴として、もともと西方へ偏っていたサーサーン朝の政治的視点が東方へ移っていった点が挙げられる。この政治的視点の転換はペルシア東部における敵対的な部族の出現によって引き起こされたとみられ、ペルシアのフン族に対する戦争が、カヤーン朝の支配者とトゥーラーンの敵対者の間で起こった神話上の対立をペルシア人に再び想起させた可能性がある。ヤズデギルド1世の硬貨には伝統的な「エーラーンと非エーラーンの諸王の王」の称号に加えて「Ramshahr」（領土の平和を守る者）という称号が刻まれている。この称号は、中世ペルシアの叙事詩である「アヤードガール・イー・ザレーラーン」に登場するカヤーン朝の君主のヴィシュタースパに対して用いられており、ゾロアスター教の習俗を記している10世紀に著された「デーンカルド」にも登場する。カヤーン朝のイデオロギーや歴史に対するサーサーン朝の関心は帝国の末期まで続いた。
ヤズデギルド1世の統治下でヤズドの町に造幣所が設置され（造幣所の略称は「YZ」）、この都市の重要性が増していたことを示している。また、グッラにも造幣所が設置され、ガフルムにも設置されていた可能性がある。

## 建設活動
ヤズデギルド1世は、クーミス、ハマダーン、スーサ、シューシュタル、エスファハーンなどの都市の再開発を命じたことで知られている。また、ヤズデギルド1世の軍司令官たちがアクダーとメイボドの町を建設したといわれている。

## 死と後継者

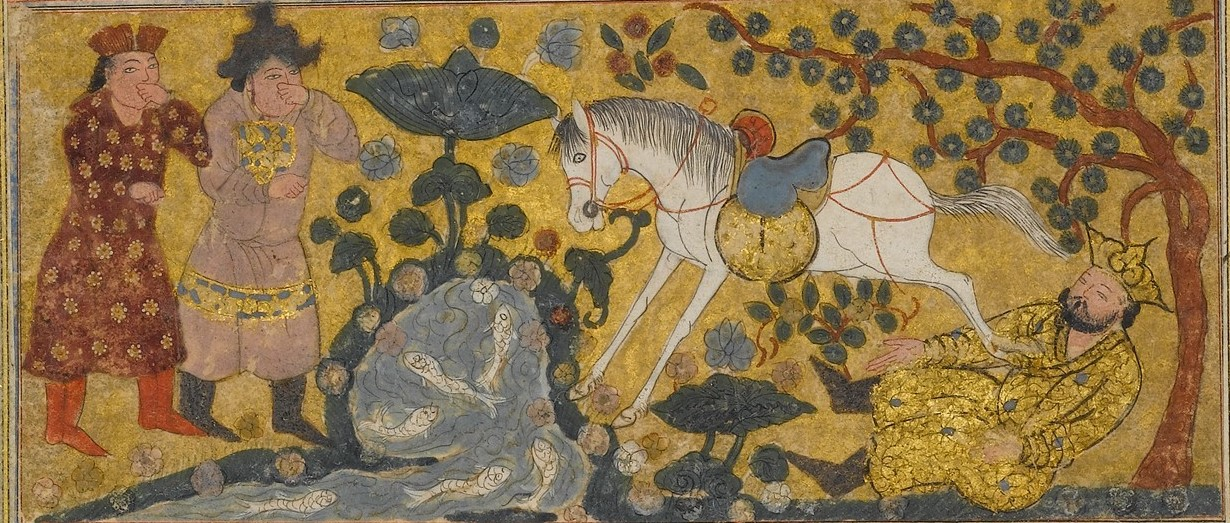
ヤズデギルド1世が白馬に蹴られて死ぬ様子を描いた14世紀のシャーナーメの挿絵

ヤズデギルド1世は420年に死去した。5世紀のアルメニアの歴史家であるモブセス・ホレナツィ（490年代没）によれば、死因は病気によるものであった。一方、ペルシアの詩人フェルドウスィーが『シャー・ナーメ』（王の書）に記したよく知られている古い伝承によれば、ヤズデギルド1世は東方のアバルシャフル地方のトゥースの町に隣接する Chishmih-i Su または Chishmih-i Sabz（「緑の泉」を意味する）から突然現れた白馬に蹴られて死亡し、その後、白馬は忽然と姿を消してしまった。そして人々は、白馬は王の圧政を終わらせるために神に遣わされた天使であると語った。
ドイツの東洋学者のテオドール・ネルデケは、「フェルドウスィーは自分の故郷であるトゥースの諸々の伝承の中にこの言い伝えを無造作に組み込んだ」と推測している。また、この殺害はグルガーンで起きていた可能性もあり、グルガーンで殺害されたとする伝承はフェルドウスィーの作品よりも古くから存在する。ヤズデギルド1世の死がトゥースとグルガーンのどちらであったにせよ、この伝承は恐らく遠隔地の北東部でヤズデギルド1世を殺害したパルティア貴族によって作り出されたと考えられている。
ヤズデギルド1世を嫌悪していた貴族や聖職者たちは、続けてヤズデギルド1世の息子たち（シャープール、バハラーム、ナルセの三人が知られている）から王となる権利を奪おうとした。シャープール（当時のアルメニア王）はクテシフォンへ駆けつけ、シャープール4世として王位を継承したものの、廷臣たちの裏切りによって殺害された。そして貴族たちはバハラーム4世の息子であるホスローを王位に据えた。しかし、ラフム朝のアル＝ヒーラの宮廷で育ったバハラームがアラブ人の軍隊を率いてクテシフォンに到着し、貴族たちに王位を認めるように圧力をかけ、バハラーム5世として即位した。もう一人の息子のナルセはホラーサーンの総督に任命された。

## 系図
| \| オレンジ \| | 諸王の王 |
| オレンジ       |          |

|  |  |  |  |  |  |  |  |  |  |  |  |  |  |                         |                         |                         |                         |                         |                         |  |  | ホルミズド2世 (303-309)   |                           |                           |                           |                           |                           |  |  |                           |                           |                           |                           |                           |                           |  |  |        |        |        |        |        |        |  |  |  |  |  |  |  |  |  |  |  |  |  |  |  |  |  |  |  |  |  |  |
|  |  |  |  |  |  |  |  |  |  |  |  |  |  |                         |                         |                         |                         |                         |                         |  |  |                           |                           |                           |                           |                           |                           |  |  |                           |                           |                           |                           |                           |                           |  |  |        |        |        |        |        |        |  |  |  |  |  |  |  |  |  |  |  |  |  |  |  |  |  |  |  |  |  |  |
|  |  |  |  |  |  |  |  |  |  |  |  |  |  |                         |                         |                         |                         |                         |                         |  |  |                           |                           |                           |                           |                           |                           |  |  |                           |                           |                           |                           |                           |                           |  |  |        |        |        |        |        |        |  |  |  |  |  |  |  |  |  |  |  |  |  |  |  |  |  |  |  |  |  |  |
|  |  |  |  |  |  |  |  |  |  |  |  |  |  | アードゥルナルセ (309)  | アードゥルナルセ (309)  | アードゥルナルセ (309)  | アードゥルナルセ (309)  | アードゥルナルセ (309)  | アードゥルナルセ (309)  |  |  | シャープール2世 (309-379) | シャープール2世 (309-379) | シャープール2世 (309-379) | シャープール2世 (309-379) | シャープール2世 (309-379) | シャープール2世 (309-379) |  |  | アルダシール2世 (379-383) | アルダシール2世 (379-383) | アルダシール2世 (379-383) | アルダシール2世 (379-383) | アルダシール2世 (379-383) | アルダシール2世 (379-383) |  |  |        |        |        |        |        |        |  |  |  |  |  |  |  |  |  |  |  |  |  |  |  |  |  |  |  |  |  |  |
|  |  |  |  |  |  |  |  |  |  |  |  |  |  | アードゥルナルセ (309)  | アードゥルナルセ (309)  | アードゥルナルセ (309)  | アードゥルナルセ (309)  | アードゥルナルセ (309)  | アードゥルナルセ (309)  |  |  | シャープール2世 (309-379) | シャープール2世 (309-379) | シャープール2世 (309-379) | シャープール2世 (309-379) | シャープール2世 (309-379) | シャープール2世 (309-379) |  |  | アルダシール2世 (379-383) | アルダシール2世 (379-383) | アルダシール2世 (379-383) | アルダシール2世 (379-383) | アルダシール2世 (379-383) | アルダシール2世 (379-383) |  |  |        |        |        |        |        |        |  |  |  |  |  |  |  |  |  |  |  |  |  |  |  |  |  |  |  |  |  |  |
|  |  |  |  |  |  |  |  |  |  |  |  |  |  |                         |                         |                         |                         |                         |                         |  |  | シャープール3世 (383-388) |                           |                           |                           |                           |                           |  |  |                           |                           |                           |                           |                           |                           |  |  |        |        |        |        |        |        |  |  |  |  |  |  |  |  |  |  |  |  |  |  |  |  |  |  |  |  |  |  |
|  |  |  |  |  |  |  |  |  |  |  |  |  |  |                         |                         |                         |                         |                         |                         |  |  |                           |                           |                           |                           |                           |                           |  |  |                           |                           |                           |                           |                           |                           |  |  |        |        |        |        |        |        |  |  |  |  |  |  |  |  |  |  |  |  |  |  |  |  |  |  |  |  |  |  |
|  |  |  |  |  |  |  |  |  |  |  |  |  |  |                         |                         |                         |                         |                         |                         |  |  |                           |                           |                           |                           |                           |                           |  |  |                           |                           |                           |                           |                           |                           |  |  |        |        |        |        |        |        |  |  |  |  |  |  |  |  |  |  |  |  |  |  |  |  |  |  |  |  |  |  |
|  |  |  |  |  |  |  |  |  |  |  |  |  |  | バハラーム4世 (388-399) | バハラーム4世 (388-399) | バハラーム4世 (388-399) | バハラーム4世 (388-399) | バハラーム4世 (388-399) | バハラーム4世 (388-399) |  |  |                           |                           |                           |                           |                           |                           |  |  | ヤズデギルド1世 (399-420) | ヤズデギルド1世 (399-420) | ヤズデギルド1世 (399-420) | ヤズデギルド1世 (399-420) | ヤズデギルド1世 (399-420) | ヤズデギルド1世 (399-420) |  |  |        |        |        |        |        |        |  |  |  |  |  |  |  |  |  |  |  |  |  |  |  |  |  |  |  |  |  |  |
|  |  |  |  |  |  |  |  |  |  |  |  |  |  | バハラーム4世 (388-399) | バハラーム4世 (388-399) | バハラーム4世 (388-399) | バハラーム4世 (388-399) | バハラーム4世 (388-399) | バハラーム4世 (388-399) |  |  |                           |                           |                           |                           |                           |                           |  |  | ヤズデギルド1世 (399-420) | ヤズデギルド1世 (399-420) | ヤズデギルド1世 (399-420) | ヤズデギルド1世 (399-420) | ヤズデギルド1世 (399-420) | ヤズデギルド1世 (399-420) |  |  |        |        |        |        |        |        |  |  |  |  |  |  |  |  |  |  |  |  |  |  |  |  |  |  |  |  |  |  |
|  |  |  |  |  |  |  |  |  |  |  |  |  |  |                         |                         |                         |                         |                         |                         |  |  |                           |                           |                           |                           |                           |                           |  |  |                           |                           |                           |                           |                           |                           |  |  |        |        |        |        |        |        |  |  |  |  |  |  |  |  |  |  |  |  |  |  |  |  |  |  |  |  |  |  |
|  |  |  |  |  |  |  |  |  |  |  |  |  |  | ホスロー (420)          | ホスロー (420)          | ホスロー (420)          | ホスロー (420)          | ホスロー (420)          | ホスロー (420)          |  |  | シャープール4世 (420)     | シャープール4世 (420)     | シャープール4世 (420)     | シャープール4世 (420)     | シャープール4世 (420)     | シャープール4世 (420)     |  |  | バハラーム5世 (420-438)   | バハラーム5世 (420-438)   | バハラーム5世 (420-438)   | バハラーム5世 (420-438)   | バハラーム5世 (420-438)   | バハラーム5世 (420-438)   |  |  | ナルセ | ナルセ | ナルセ | ナルセ | ナルセ | ナルセ |  |  |  |  |  |  |  |  |  |  |  |  |  |  |  |  |  |  |  |  |  |  |
|  |  |  |  |  |  |  |  |  |  |  |  |  |  | ホスロー (420)          | ホスロー (420)          | ホスロー (420)          | ホスロー (420)          | ホスロー (420)          | ホスロー (420)          |  |  | シャープール4世 (420)     | シャープール4世 (420)     | シャープール4世 (420)     | シャープール4世 (420)     | シャープール4世 (420)     | シャープール4世 (420)     |  |  | バハラーム5世 (420-438)   | バハラーム5世 (420-438)   | バハラーム5世 (420-438)   | バハラーム5世 (420-438)   | バハラーム5世 (420-438)   | バハラーム5世 (420-438)   |  |  | ナルセ | ナルセ | ナルセ | ナルセ | ナルセ | ナルセ |  |  |  |  |  |  |  |  |  |  |  |  |  |  |  |  |  |  |  |  |  |  |
|  |  |  |  |  |  |  |  |  |  |  |  |  |  |                         |                         |                         |                         |                         |                         |  |  |                           |                           |                           |                           |                           |                           |  |  | ヤズデギルド2世 (438-457) |                           |                           |                           |                           |                           |  |  |        |        |        |        |        |        |  |  |  |  |  |  |  |  |  |  |  |  |  |  |  |  |  |  |  |  |  |  |